# Andreas Olavi Rhyzelius
Andreas Olavi Rhyzelius eller Anders Olofsson Rhyzelius, född 4 oktober 1677 i Ods församling, Skaraborgs län, död 24 mars 1761 i Linköpings församling, Östergötlands län, var en svensk historisk forskare, hovpredikant, professor, domprost i Linköping 1720–1743, teologie doktor 1732, och biskop i Linköping 1743–1761.

## Biografi
Andreas Olavi Rhyzelius föddes 1677 på Östra Galtholmen i Ods församling. Han var son till kyrkoherden Olavus Andreæ Rhyzelius och Sigrid Andersdotter Odhelius. Rhyzelius studerade i Skara och blev 24 februari 1700 student vid Uppsala universitet. Sedan Rhyzelius 1707 avlagt magistergraden i Uppsala, föreslogs han till teoretisk filosofie professor i Pernau och kallades 1711 till teologie professor vid Kungliga Akademien i Åbo. Men på grund av Rysslands anfall mot Finland under det stora nordiska kriget var han förhindrad att flytta dit. Han förordnades då av ärkebiskop Haquin Spegel till underkyrkoherde (vice pastor) i Storkyrkoförsamlingen i Stockholm, varvid han även erhöll fullmakt som teologie adjunkt i Uppsala 1712.
Rhyzelius utsågs emellertid redan året därefter av Karl XII till hov- och drabantpredikant och i denna egenskap tjänstgjorde han först vid hovet i Stockholm och efter kungens hemkomst hos denne i fält. År 1717 utnämndes han till kungens konfessionarius och preses i hovfältkonsistorium och följde honom sedermera på fälttåget i Norge till den 30 november 1718. Efter ett par års tjänstgöring vid hovet i Stockholm befordrades Rhyzelius 1720 till domprost i Linköping. Domprostgården från 1700-talet, Rhyzeliusgården, är bevarad och uppkallad efter honom. 1732 blev han teologie doktor och slutligen 1743 biskop över Linköpings stift.

### Familj
År 1721 gifte han sig med Katarina Ihre (1700–1739). Hon var dotter till domprosten i Linköping Thomas Ihre och Brita Steuch. Rhyzelius och Ihre fick tillsammans barnen Matthias (1722–1723), kammarherren Tomas Odencrantz (1723–1773), Sigrid (1725–1725), Brita Odencrants (1726–1786) som var gift med ryttmästaren Otto Johan Lagerfelt och riksrådet Carl Funck, Anna (1728–1729), Maria Odencrants (1729–1753), som var gift med majoren Fredrik Rydingsvärd, kammarherren Mattias Odencrantz (1730–1796), Olaus (1732–1732), Johannes (1734–1734) och lagmannen Johan Odencrantz (1737–1804).  På grund av faderns höga ämbete upphöjdes barnen i adligt stånd 1751 med namnet Odencrants.

## Gärning
Som författare ägnade sig Rhyzelius bland annat åt historia, kyrkohistoria och homiletik. Han publicerade en stor mängd arbeten och var även skald.
Hans Monasteriologia sueogothica eller Klosterbeskrifning 1740, Sviogothia munita eller Historisk förteckning på borgar, fästningar, slott, kungshus och kungsgårdar i Svea och Götha riken 1744, samt Episcoposcopia suiogothica, eller Sticht och Biskopschrönica 1752 har fortfarande i sina biografier över stiftets biskopar visst värde.
Rhyzelius utgav även Brontologia theologico-historica, thet är Enfaldig lära och sanferdig berättelse, om åskedunder, blixt och skott (1721), där han berättar om observerade speciella blixtnedslag och liknande genom historien. Verket, som innehåll böner till skydd för skydd mot liknande händelser tolkar dem just som järtecken och guds straffdom. På samma tema författade han redan 1711 en Enlenchus Pestium över epidemier och farsoter, som dock inte finns bevarad.
Vid de riksdagar han som biskop bevistade, tillhörde han Mösspartiet.